# لويس ماكسويل
لويس ماكسويل (14 فبراير 1927 – 29 سبتمبر 2007) ممثلة كندية، اشتهرت بتجسيدها دور ميس مونيبني في سلسلة جيمس بوند بين عامي (1962-1985).

## روابط خارجية
- لويس ماكسويل على موقع IMDb (الإنجليزية)
- لويس ماكسويل على موقع ألو سيني (الفرنسية)
- لويس ماكسويل على موقع ميوزك برينز (الإنجليزية)
- لويس ماكسويل على موقع ميوزك برينز (الإنجليزية)
- لويس ماكسويل على موقع أول موفي (الإنجليزية)
- لويس ماكسويل على موقع قاعدة بيانات الأفلام السويدية (السويدية)
- لويس ماكسويل على موقع إن إن دي بي (الإنجليزية)
- لويس ماكسويل على موقع قاعدة بيانات الفيلم (الإنجليزية)
- لويس ماكسويل على موقع كينوبويسك (الروسية)